# Krystyna Kersten

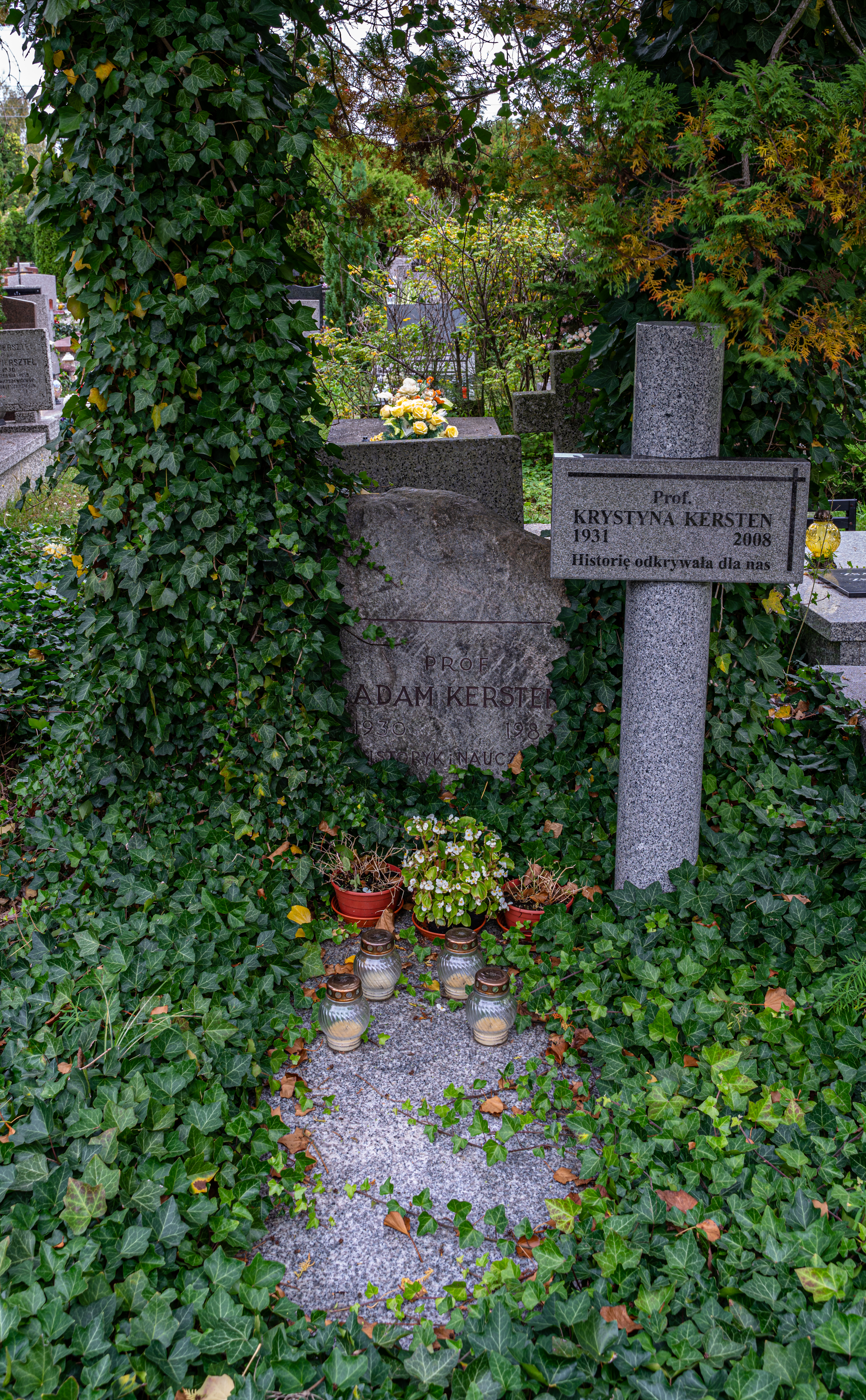
Grób Krystyny Kersten na cmentarzu komunalnym Północnym w Warszawie

Krystyna Kersten z domu Goławska, pseudonim „Jan Bujnowski” (ur. 25 maja 1931 w Poznaniu, zm. 10 lipca 2008 w Warszawie) – polska historyk, profesor Instytutu Historii Polskiej Akademii Nauk, autorka prac dotyczących najnowszej historii Polski, publicystka; żona Adama Kerstena. W czasach PRL jedna z najpopularniejszych autorek wydawanych przez opozycyjne wydawnictwa podziemne.

## Życiorys
Ukończyła w 1954 studia na Wydziale Historycznym Uniwersytetu Warszawskiego, następnie pracowała w Instytucie Historii PAN. Zajmowała się historią najnowszą Polski, zwłaszcza okresem 1944–1956. Była także członkinią Collegium Invisibile.
Od 1948 do 1957 należała do Związku Młodzieży Polskiej. Po śmierci Bolesława Bieruta i objęciu władzy przez Władysława Gomułkę wstąpiła w 1956 roku do Polskiej Zjednoczonej Partii Robotniczej. Była członkiem Komitetu Zakładowego PZPR przy Polskiej Akademii Nauk. Z partii wystąpiła demonstracyjnie 22 sierpnia 1968 roku po wkroczeniu wojsk Układu Warszawskiego do Czechosłowacji.
W 1975 roku podpisała tzw. List siedmiu do Edwarda Gierka, w którym krytykowała stosunki wewnętrzne w PRL. Od 1977 działaczka organizowanego przez opozycję w prywatnych mieszkaniach Uniwersytetu Latającego, przekształconego w 1978 roku w Towarzystwa Kursów Naukowych. 20 VIII 1980 sygnatariuszka apelu 64 intelektualistów popierającego postulaty strajkujących stoczniowców. 23 sierpnia 1980 roku dołączyła do apelu 64 uczonych, pisarzy i publicystów do władz komunistycznych o podjęcie dialogu ze strajkującymi robotnikami. Od września 1980 roku w Solidarności. W latach 1980–1981 publikowała w „Tygodniku Solidarność” teksty ujawniające sposób przejęcia władzy w Polsce przez komunistów oraz zbrodnie UB.
Badała w szczególności kwestie spraw polskich w dyplomacji przed i po jałtańskiej konferencji trzech mocarstw, wojenne i powojenne przesiedlenia polskiej ludności, polskie podziemie wojskowe i cywilne w oporze przeciw władzy komunistycznej, ewolucja postaw polskiej inteligencji w latach powojennych. Jej książka „Narodziny systemu władzy. Polska 1943–1948” została w 1986 roku uhonorowana Nagrodą Kulturalną „Solidarności”.
W 1990 roku otrzymała tytuł profesora nadzwyczajnego. W 1994 roku otrzymała tytuł profesora zwyczajnego. W 1997 autorka raportu o stanie wojennym.
Została pochowana na cmentarzu komunalnym Północnym w Warszawie.

## Uczniowie
Do uczniów Krystyny Kersten należą: Jan Żaryn, Dariusz Libionka, Paweł Kowal.